# Karel Thijs
Karel Thijs (* 5. Mai 1918 in Aartselaar; † 5. März 1990 ebenda) war ein belgischer Radrennfahrer.

## Sportliche Laufbahn
Thijs (auch Carolus Thijs) war im Straßenradsport aktiv. Von 1939 bis 1942 war er Berufsfahrer.
1942 siegte er im Rennen La Flèche Wallonne vor Frans Bonduel. 1938 hatte er die belgische Militärmeisterschaft gewonnen. Neben einigen Siegen in belgischen Kriterien hatte er keine größeren Erfolge als Radprofi.